# Codemasters Code Cup
Codemasters Code Cup — российские соревнования по программированию среди студентов, проводимые компаниями Кодмастерс Тула и Кодмастерс Мордовия совместно с Тульским государственным университетом. Турнир проводится ежегодно с 2020 года для студентов российских вузов, предоставляя им возможность проявить свои навыки в программировании и решении реальных задач. Призовой фонд турнира составляет 360 тысяч рублей. 
Соревнования начинались как региональное мероприятие, но в 2023 году турнир стал всероссийским, собрав более 370 студентов из 63 городов России от Владивостока до Санкт-Петербурга.

## Правила турнира
Codemasters Code Cup проводится в два этапа:

1. Отборочный этап — проходит онлайн. Участники решают задачи, ориентированные на реальные условия работы программистов.

2. Финальный этап — проводится очно и включает презентации и защиту решений, представленных финалистами перед жюри, состоящим из экспертов отрасли.
Участники должны быть студентами российских вузов в возрасте от 18 до 25 лет.
Турнир Codemasters Code Cup 2024 состоит из двух треков: “Разработка бизнес-приложений” и “Разработка бизнес-приложений с помощью ИИ”. По итогам отборочного этапа в финал выходят по восемь участников в каждом треке, которые должны приехать на очный финал. В каждом треке определяется три призовых места.

## История

#### Codemasters Code Cup 2020
Первый турнир Codemasters Code Cup был проведен в 2020 году при поддержке Мордовского государственного университета и назывался Saransk Code Cup. Финал прошел в Саранске 17 сентября.
| Место | Имя призёра        | Город   | Вуз                |
| ----- | ------------------ | ------- | ------------------ |
| 1     | Владислав Мартынов | Саранск | МГУ им Н.П.Огарева |
| 2     | Дмитрий Панкратов  | Саранск | МГУ им Н.П.Огарева |
| 3     | Виталий Логинов    | Саранск | МГУ им Н.П.Огарева |

В церемонии награждения финалистов турнира принял участие Ректор МГУ им. Н. П. Огарёва С. М. Вдовин.

#### Codemasters Code Cup 2021
Финал второго турнира прошел 9 сентября 2021 года в МГУ им Н.П.Огарева. В этом году впервые призовое 2 место заняла девушка - студентка 1 курса магистратуры МГУ им. Н.П.Огарева Олеся Начинкина. 
| Место | Имя призёра        | Город   | Вуз                |
| ----- | ------------------ | ------- | ------------------ |
| 1     | Владислав Мартынов | Саранск | МГУ им Н.П.Огарева |
| 2     | Олеся Начинкина    | Саранск | МГУ им Н.П.Огарева |
| 3     | Дмитрий Никашкин   | Саранск | МГУ им Н.П.Огарева |

#### Codemasters Code Cup 2022
В 2022 году турнир вышел за пределы Мордовии и был переименован в Codemasters Code Cup. Финал турнира состоялся 14 сентября. В этом году было присуждено два первых места: Владиславу Выродову из Тулы и Алине Токаревой из Саранска.
| Место | Имя призёра       | Город   | Вуз                |
| ----- | ----------------- | ------- | ------------------ |
| 1     | Владислав Выродов | Тула    | ТулГУ              |
| 1     | Алина Токарева    | Саранск | МГУ им Н.П.Огарева |
| 2     | Олеся Начинкина   | Саранск | МГУ им Н.П.Огарева |
| 3     | Виталий Логинов   | Саранск | МГУ им Н.П.Огарева |

#### Codemasters Code Cup 2023
В 2023 году Codemasters Code Cup конкурс был разделен на два трека:

1. Спортивное программирование: участники решали алгоритмические задачи, разработанные Центром Олимпиадной подготовки по программированию МГУ им. Огарёва и Школой спортивного программирования ТулГУ.

2. Разработка бизнес-приложений: участники разрабатывали программные решения, которые могли бы быть внедрены в реальных бизнес-проектах.
Участие в соревновании приняли 370 студентов из разных регионов России, на финал, который состоялся 28-29 сентября в Туле, приехали по 8 лучших в каждом треке.

##### Спортивное программирование
| Место | Имя призёра    | Город  | Вуз     |
| ----- | -------------- | ------ | ------- |
| 1     | Федор Ромашов  | Москва | НИУ ВШЭ |
| 2     | Богдан Яндулов | Москва | НИУ ВШЭ |
| 3     | Антон Белый    | Москва | МФТИ    |

##### Разработка бизнес-приложений
| Место | Имя призёра       | Город   | Вуз                |
| ----- | ----------------- | ------- | ------------------ |
| 1     | Алексей Банторин  | Саранск | МГУ им Н.П.Огарева |
| 2     | Владимир Воробьев | Москва  | МИРЭА              |
| 3     | Андрей Скибин     | Уфа     | УУНиТ              |

В церемонии награждения финалистов турнира принял участие заместитель председателя правительства Тульской области Я.Ю. Раков. 

#### Codemasters Code Cup 2024
В 2024 году Codemasters Code Cup проводился по двум трекам: 

1. Разработка бизнес-приложений: участники разрабатывали программные решения, которые могли бы быть внедрены в реальных бизнес-проектах.

2. Разработка бизнес-приложений с использованием искусственного интеллекта : участники разрабатывали веб-приложения, интегрируя инструменты машинного обучения для решения бизнес-задач.
Участие в соревновании приняли более 300 студентов из 53 городов России. По результатам отборочного тура на финал, который проходил 26-27 сентября в Туле, приехали по 8 лучших участников в каждом треке.

##### Разработка бизнес-приложений
| Место | Имя призёра                  | Город   | Вуз                                 |
| ----- | ---------------------------- | ------- | ----------------------------------- |
| 1     | Александр Суровцев           | Киров   | Вятский государственный университет |
| 2     | Александр Схрейдер           | Москва  | МИРЭА                               |
| 3     | Мухаммаднур Аваз угли Орифов | Саранск | МГУ им Н.П.Огарева                  |

##### Разработка бизнес-приложений с использованием ИИ
| Место | Имя призёра      | Город           | Вуз                                       |
| ----- | ---------------- | --------------- | ----------------------------------------- |
| 1     | Александр Панов  | Санкт-Петербург | СПбГЭТУ "ЛЭТИ"                            |
| 2     | Роберт Давлетшин | Санкт-Петербург | ГУАП                                      |
| 3     | Евгений Спичкин  | Волгоград       | Волгоградский государственный университет |